# Дублон

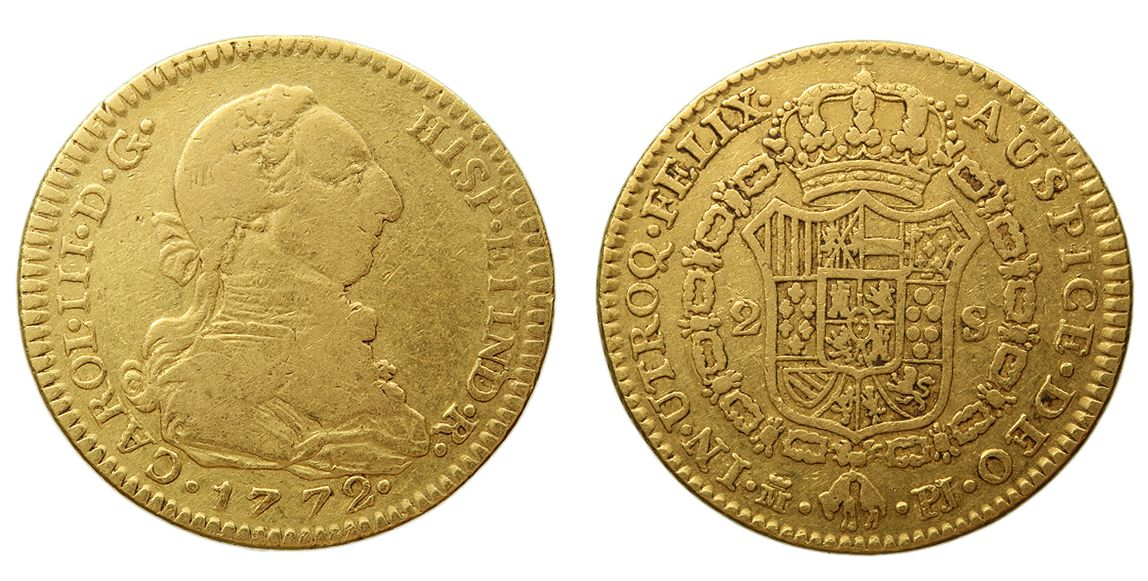
Дублон Карла III

Дубло́н (фр. duoblon — двойной) — испанская золотая монета достоинством в 2 или 4 эскудо, откуда и происходит название. Чеканка монеты началась в 1537 году и продолжалась до 1848 года. Чеканились также: двойной дублон, иногда называвшийся в европейской торговле просто дублоном, и 4 дублона («онса де оро», с 1733 года — «песо дуро де оро»), называвшиеся в международной торговле «квадрупль».

Дублон был очень популярен как в Европе, так и в испанских владениях Нового света. По образцу дублона в 2 эскудо, носившего во Франции название пистоль, был создан золотой французский луидор и некоторые другие типы золотых монет стран Европы.

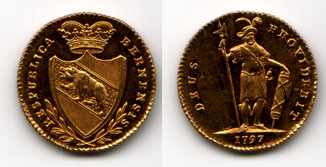
Бернский дуплон (Respublica Bernensis)

Популярность дублона в качестве резервной валюты для всего Нового света привела к тому, что значительное число монет было сокрыто в виде кладов, что хорошо отражено в художественной литературе на пиратскую тему, где дублоны — неотъемлемая составляющая пиратских сокровищ.